# Rhododendron japonicum
Azalée du Japon, Azalée japonaise
Espèce
L'Azalée du Japon ou Azalée japonaise (Rhododendron japonicum) est une espèce de plantes de la famille des Éricacées originaire du Japon.